# Literal
Literal (lat. literalis, 'koji je izraziv pismom') zbirni je pojam u matematičkoj logici koji se odnosi na propozicionalnu varijablu {\displaystyle P} ili njezinu negaciju {\displaystyle \neg P}. Preciznije, atomarna formula i njezina negacija nazivaju se literalom.
Postoje dva tipa literala: pozitivni literal (atomarna formula) i negativni literal (njezina negacija).